# La Nazione Italiana
La Nazione Italiana è stato un quotidiano argentino in lingua italiana fondato a Buenos Aires nel 1868.

## Storia
Fondato per volontà dell'imprenditore milanese Achille Maveroff, La Nazione Italiana era l'organo di stampa della fazione repubblicana, anticlericale e mazziniana della comunità italiana residente nella capitale argentina. 
Collaborarono con alcuni articoli anche personalità di spicco della cultura italiana trapiantatisi a Buenos Aires come Paolo Mantegazza, Pompeo Moneta ed Emilio Rosetti.
Per contrastare l'azione del giornale, alla cui direzione era giunto nel 1870 Basilio Cittadini, la legazione italiana sovvenzionò la nascita della testata filo-monarchica L'Eco d'Italia. 
Durante la grande epidemia di febbre gialla che funestò Buenos Aires nel 1871 La Nazione Italiana e L'Eco d'Italia si fusero dando vita al quotidiano L'Italiano.